# Малтийска висша лига
Шампионатът на Малта по футбол известен като Малтийска премиер лига, също и BOV (Bank of Valletta) премиер лига е най-висшето ниво на футбола в Малта. Лигата е основана през 1909 година. Малтийският футбол има още три нива Първа, втора и трета дивизия.
До 1980 година премиер лигата е известна като първа дивизия, а след това получава настоящото си име.

## Шампиони
Това е пълен списък на шампионите на Малта.
- 1909–10 ФК Флориана
- 1910–11 Не се провежда първенство
- 1911–12 ФК Флориана
- 1912–13 ФК Флориана
- 1913–14 Хамрун Спартанс
- 1914–15 ФК Валета
- 1915–16 Не се провежда първенство
- 1916–17 ФК Свейнт Джордж
- 1917–18 Хамрун Спартанс
- 1918–19 ФК Кингс Оун Малта Реджимънт (полк на негово величество краля)
- 1919–20 ФК Слима Уондърърс
- 1920–21 ФК Флориана
- 1921–22 ФК Флориана
- 1922–23 ФК Слима Уондърърс
- 1923–24 ФК Слима Уондърърс
- 1924–25 ФК Флориана
- 1925–26 ФК Слима Уондърърс
- 1926–27 ФК Флориана
- 1927–28 ФК Флориана
- 1928–29 ФК Флориана
- 1929–30 ФК Слима Уондърърс
- 1930–31 ФК Флориана
- 1931–32 ФК Валета
- 1932–33 ФК Слима Уондърърс
- 1933–34 ФК Слима Уондърърс
- 1934–35 ФК Флориана
- 1935–36 ФК Слима Уондърърс
- 1936–37 ФК Флориана
- 1937–38 ФК Слима Уондърърс
- 1938–39 ФК Слима Уондърърс
- 1939–40 ФК Слима Уондърърс
- 1940–44 Не се провежда поради Втората световна война
- 1944–45 ФК Валета
- 1945–46 ФК Валета
- 1946–47 Хамрун Спартанс
- 1947–48 ФК Валета
- 1948–49 ФК Слима Уондърърс
- 1949–50 ФК Флориана
- 1950–51 ФК Флориана
- 1951–52 ФК Флориана
- 1952–53 ФК Флориана
- 1953–54 ФК Слима Уондърърс
- 1954–55 ФК Флориана
- 1955–56 ФК Слима Уондърърс
- 1956–57 ФК Слима Уондърърс
- 1957–58 ФК Флориана
- 1958–59 ФК Валета
- 1959–60 ФК Валета
- 1960–61 ФК Хибърниънс
- 1961–62 ФК Флориана
- 1962–63 ФК Валета
- 1963–64 ФК Слима Уондърърс
- 1964–65 ФК Слима Уондърърс
- 1965–66 ФК Слима Уондърърс
- 1966–67 ФК Хибърниънс
- 1967–68 ФК Флориана
- 1968–69 ФК Хибърниънс
- 1969–70 ФК Флориана
- 1970–71 ФК Слима Уондърърс
- 1971–72 ФК Слима Уондърърс
- 1972–73 ФК Флориана
- 1973–74 ФК Валета
- 1974–75 ФК Флориана
- 1975–76 ФК Слима Уондърърс
- 1976–77 ФК Флориана
- 1977–78 ФК Валета
- 1978–79 ФК Хибърниънс
- 1979–80 ФК Валета
- 1980–81 ФК Хибърниънс
- 1981–82 ФК Хибърниънс
- 1982–83 Хамрун Спартанс
- 1983–84 ФК Валета
- 1984–85 ФК Рабат Аякс
- 1985–86 ФК Рабат Аякс
- 1986–87 Хамрун Спартанс
- 1987–88 Хамрун Спартанс
- 1988–89 ФК Слима Уондърърс
- 1989–90 ФК Валета
- 1990–91 Хамрун Спартанс
- 1991–92 ФК Валета
- 1992–93 ФК Флориана
- 1993–94 ФК Хибърниънс
- 1994–95 ФК Хибърниън
- 1995–96 ФК Слима Уондърърс
- 1996–97 ФК Валета
- 1997–98 ФК Валета
- 1998–99 ФК Валета
- 1999–00 ФК Биркиркара
- 2000–01 ФК Валета
- 2001–02 ФК Хибърниънс
- 2002–03 ФК Слима Уондърърс
- 2003–04 ФК Слима Уондърърс
- 2004–05 ФК Слима Уондърърс
- 2005–06 ФК Биркиркара
- 2006–07 ФК Марсашлок
- 2007–08 ФК Валета
- 2008–09 ФК Хибърниънс
- 2009-10 ФК Биркиркара
- 2010–11 ФК Валета
- 2011–12 ФК Валета
- 2012–13 ФК Биркиркара
- 2013–14 ФК Валета
- 2014-15 ФК Хибърниънс
- 2015-16 ФК Валета
- 2016-17 ФК Хибърниънс
- 2017-18 ФК Валета
- 2018-19 ФК Валета
- 2019-20 ФК Флориана
- 2020-21 Хамрун Спартанс
- 2021-22 ФК Хибърниънс
- 2022–23 Хамрун Спартанс
- 2023–24 Хамрун Спартанс

## Брой титли по отбори
| отбор                        | победители | Подгласници | Печелившите години |
| Слима Уондърънс              | 26         | 29          | 1919–20, 1922–23, 1923–24, 1925–26, 1929–30, 1932–33, 1933–34, 1935–36, 1937–38, 1938–39, 1939–40, 1948–49, 1953–54, 1955–56, 1956–57, 1963–64, 1964–65, 1965–66, 1970–71, 1971–72, 1975–76, 1988–89, 1995–96, 2002–03, 2003–04, 2004–05 |
| ФК Валета                    | 25         | 18          | 1914–15, 1931–32, 1944–45, 1945–46, 1947–48, 1958–59, 1959–60, 1962–63, 1973–74, 1977–78, 1979–80, 1983–84, 1989–90, 1991–92, 1996–97, 1997–98, 1998–99, 2000–01, 2007–08, 2010–11, 2011–12, 2013–14, 2015–16, 2017–18, 2018–19          |
| ФК Хибърниънс                | 13         | 15          | 1960–61, 1966–67, 1968–69, 1978–79, 1980–81, 1981–82, 1993–94, 1994–95, 2001–02, 2008–09, 2014–15, 2016–17, 2021–22 |
| ФК Флориана                  | 26         | 13          | 1909–10, 1911–12, 1912–13, 1920–21, 1921–22, 1924–25, 1926–27, 1927–28, 1928–29, 1930–31, 1934–35, 1936–37, 1949–50, 1950–51, 1951–52, 1952–53, 1954–55, 1957–58, 1961–62, 1967–68, 1969–70, 1972–73, 1974–75, 1976–77, 1992–93, 2019–20 |
| Хамрун Спартанс              | 10         | 11          | 1913–14, 1917–18, 1946–47, 1982–83, 1986–87, 1987–88, 1990–91, 2020–21, 2022–23, 2023–24 |
| ФК Биркиркара                | 4          | 8           | 1999–2000, 2005–06, 2009–10, 2012–13 |
| ФК Сейнт Джордж              | 1          | 4           | 1916–17 |
| ФК Рабат Аякс                | 2          | 1           | 1984–85, 1985–86 |
| ФК Марсашлок                 | 1          | 1           | 2006-07 |
| ФК Кингс Оун Малта Реджимънт | 1          | 0           | 1918–19 |
| ---------------------------- | ---------- | ----------- | --- |